# Ain’t Gonna Wait On Love
Az Ain’t Gonna Wait On Love című dal a holland Van Noten és Van Zandt közös dala, melyben Anita Doth énekesnő is közreműködik. A dal fizikai kislemezen nem jelent meg, csupán letölteni lehetett.
A dal a belga kislemezlista 16. helyéig jutott.

## Megjelenések
Digitális letöltés  Belgium  BIP Records – BIP-CLUB-459R
1. Ain't Gonna Wait On Love (Radio Edit) 2:44
2. Ain't Gonna Wait On Love (Original Extended Mix) 4:41
3. Ain't Gonna Wait On Love (DJ Frank Radio Edit) 6:45
4. Ain't Gonna Wait On Love (DJ Frank Extended Remix) 8:16
5. Ain't Gonna Wait On Love (Funk D Radio Edit) 3:00
6. Ain't Gonna Wait On Love (Funk D Extended Mix) 5:05
7. Ain't Gonna Wait On Love (DJ Rebel Extended Remix) 6:34